# Våreld 18
Våreld 18 var en stor svensk militärövning som pågick under perioden 21-30 maj 2018. 12 förband som deltog, med ett deltagarantal på 2500. Områden där övningen pågick var Kvarn, en bit utanför Motala, Karlsborg och Skövde. Övningen fokuserade på försvaret av svenskt territorium.